# Gratsian Botev
Gratsian Grigorievich Botev –en ruso, Грациан Григорьевич Ботев– (Luga, URSS, 12 de diciembre de 1928 – San Petersburgo, URSS, 16 de agosto de 1981) es un deportista soviético que compitió en piragüismo en la modalidad de aguas tranquilas. Ganó dos medallas en los Juegos Olímpicos de Melbourne 1956, oro en la prueba de C2 10 000 m y plata en C2 1000 m.

## Palmarés internacional
| Juegos Olímpicos | Juegos Olímpicos      | Juegos Olímpicos | Juegos Olímpicos |
| Año              | Lugar                 | Medalla          | Competición      |
| ---------------- | --------------------- | ---------------- | ---------------- |
| 1956             | Melbourne (Australia) | Medalla de oro   | C2 10 000 m      |
| 1956             | Melbourne (Australia) | Medalla de plata | C2 1000 m        |